# ユリウス・マジャーク

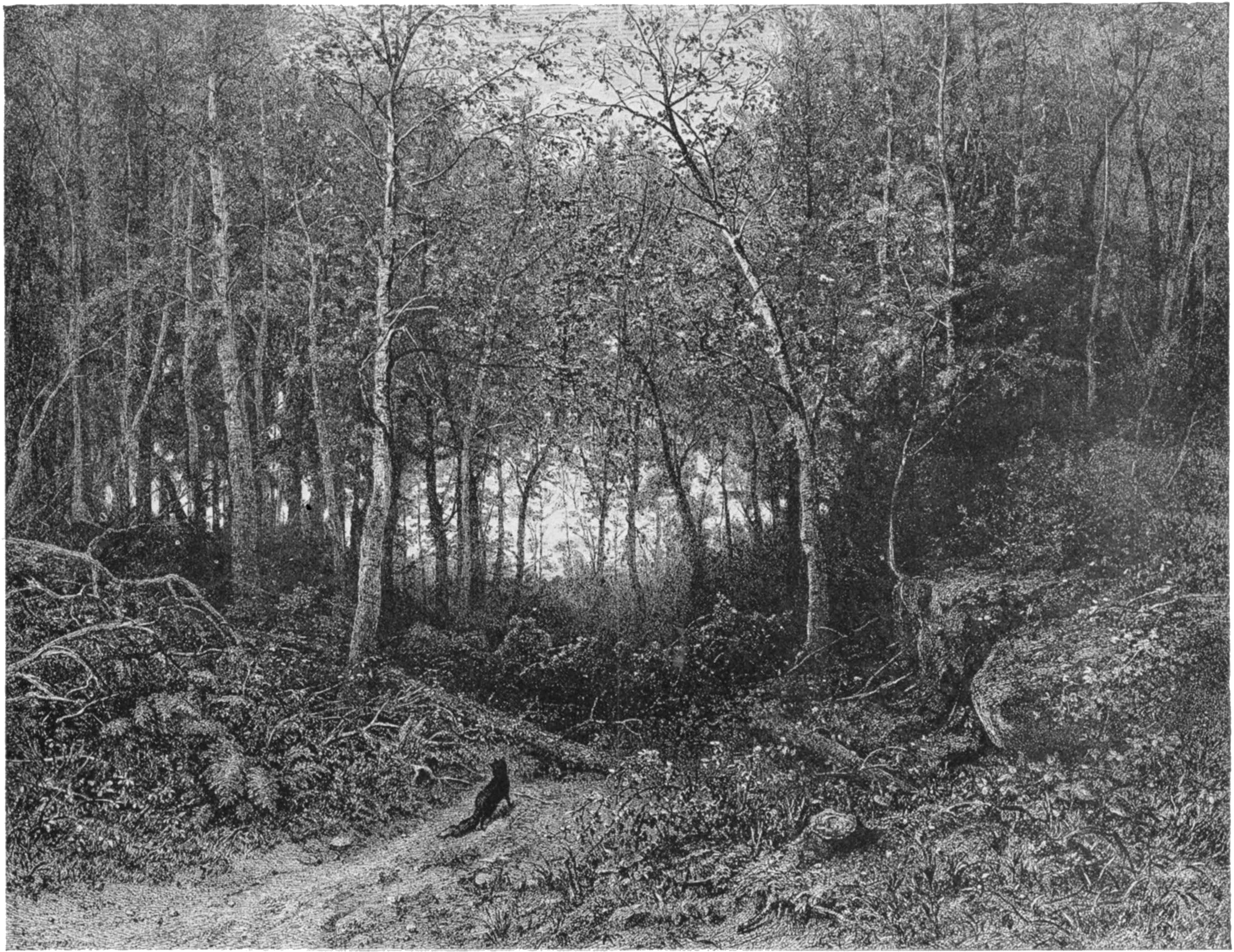
ユリウス・マジャークの作「茂み」(1924)

ユリウス・マジャーク（Julius Eduard Mařák、1832年3月29日 - 1899年10月8日）は、ボヘミア生まれの画家である。ロマン主義や写実主義のスタイルの風景画を描いた。

## 略歴
オーストリア帝国（ハプスブルク君主国）の領土であったボヘミアのリトミシュルで生まれた。父親は高位の役人で教養高い中流家庭で育った。高校でA・ドヴォジャーク（A. Dvořák）という画家から絵を学んだ。音楽家になるか画家になるか迷った後、1852年にプラハの美術アカデミーに入学し、マックス・ハウスホーファー（Max Haushofer）の風景画のクラスで学んだ。1853年にミュンヘンに移り、ミュンヘン美術院でレオポルト・ロットマン（Leopold Rottmann）やエドゥアルト・シュライヒに学んだ。
1855年から各地を旅してその風景を描くようになり、ボヘミア南部の山岳地帯を訪れた。ウィーンに滞在するようになり、J・K・シュミット（J. K. Schmid）という版画家からエッチングの技術を学んだ。1860年から美術教師やウィーンのさまざまな雑誌のイラストレーターとしても働いた。1869年にはバルカン半島を旅し、1872年から1875年の間、チロル地方に滞在した。
プラハ国民劇場の建設が始まると1882年に、装飾への協力を依頼され、プラハに移り、1887年には、建築家のヨゼフ・フラフカ（Josef Hlávka）の推薦で、プラハの美術アカデミーの風景画教室の主任に任命された。20世紀初めまで、アカデミーで教え、チェコの風景画家たちに大きな影響を与えた。教えた学生には、オタカル・レベダ（Otakar Lebeda）やフランティシェク・カヴァン（František Kaván）、アントニーン・スラヴィーチェク（Antonín Slavíček）、ボフスラフ・ドヴォジャーク（Bohuslav Dvořák）などがいた。
1893年、病に倒れ、1895年にプラハ国立美術館から依頼された作品は弟子たちの助けを借りた。1899年に67歳でプラハで亡くなるまで画家としての活動を続けた。プラハの墓地（Vyšehrader Friedhof）に葬られた。
甥のヤン・マルジャーク（Jan Mařák: 1870-1932）はバイオリニストとして知られている。

## 作品

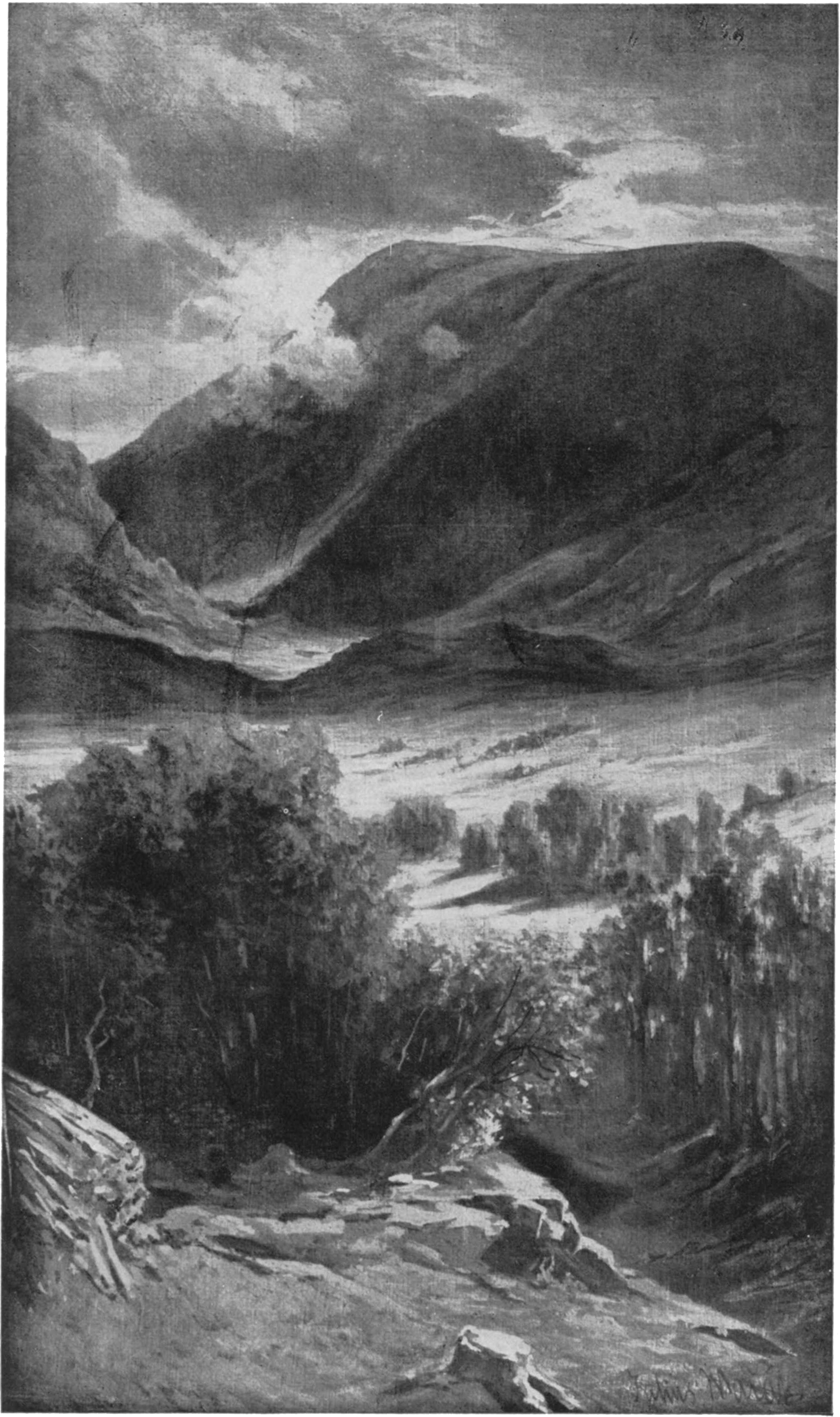
ラドホスト山
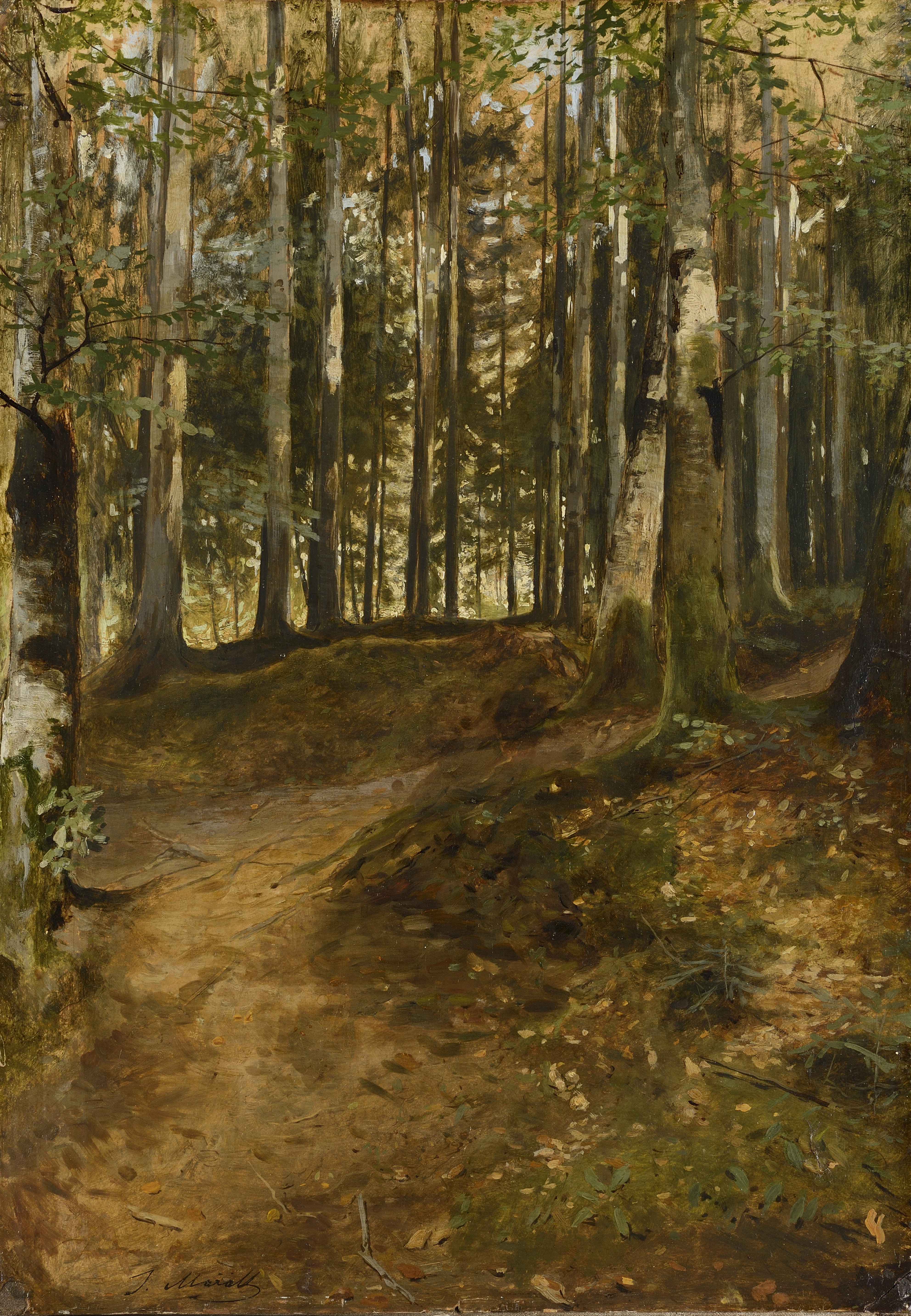
森の小道 (1884)
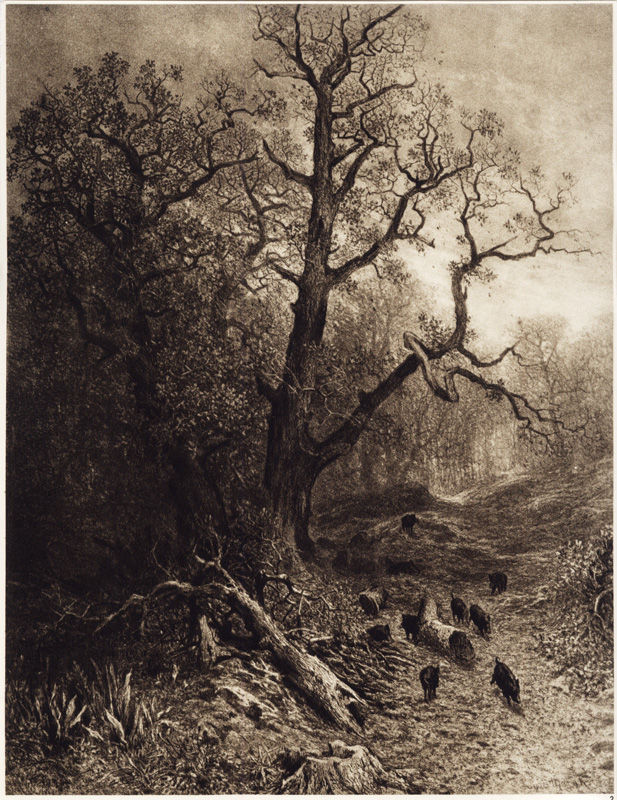
森
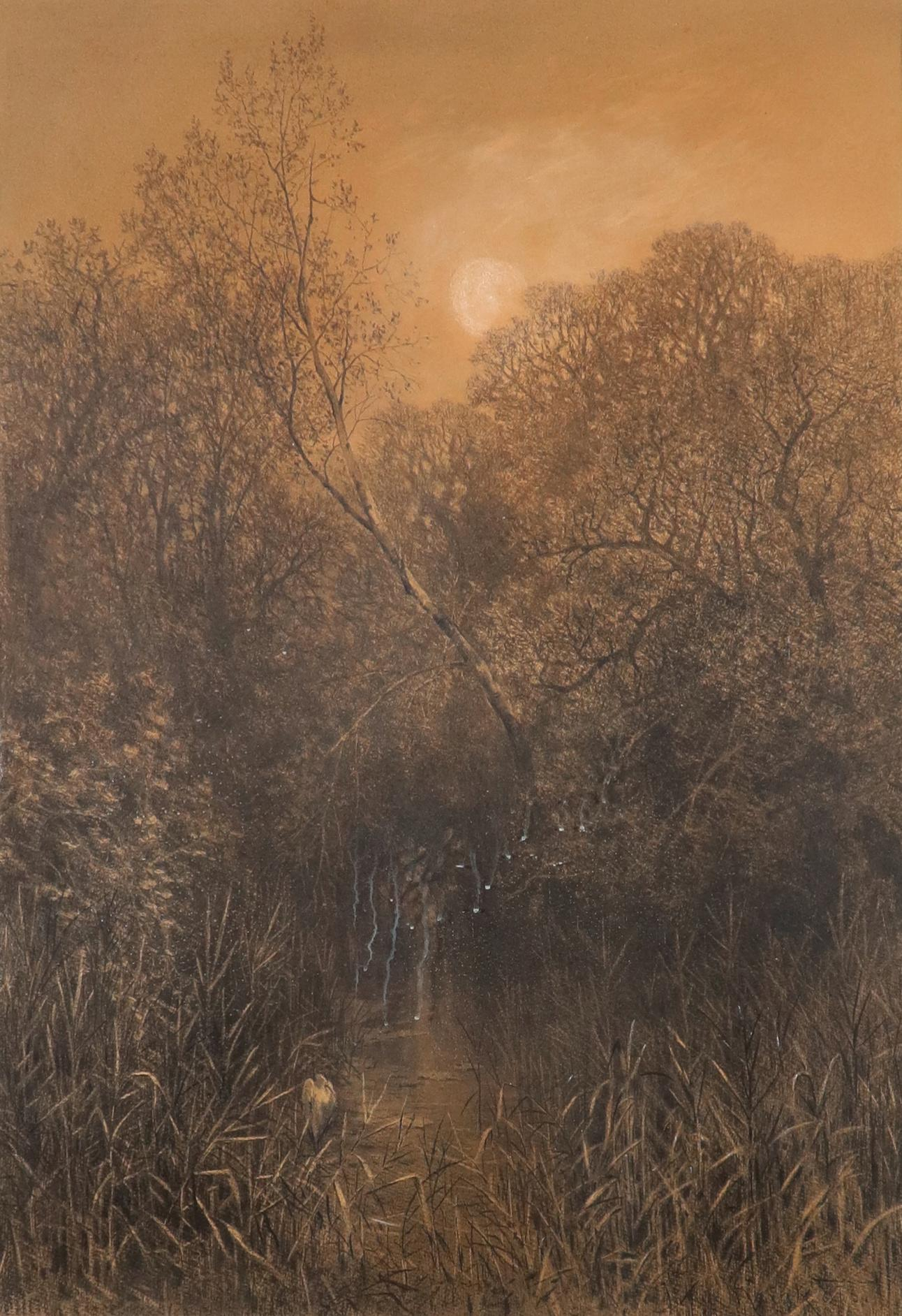
夕暮れの景色(1874)